# Ocshapalca
Ocshapalca (del Quechua Ancashino: uqsha = hierba de altitud alta; pallqa = bifurcado, división a dos partes) es una montaña en la Cordillera Blanca en los Andes de Perú, de aproximadamente 5,888 m de altura (19,318 pies).
Está situada en la provincia de Huaraz en la región Áncash, en la frontera de los distritos de Independencia y Tarica. El nevado Oxapalca se ubica entre la montaña Jatuncunca (=Hatun kunka)  al oeste y Ranrapalca al este.

## Ascensiones históricas

### Primera Expedición
Japón: El 10 de julio de 1965, Akira Miyashita y Takeo Sato logran alcanzar la cumbre por primera vez del nevado Ocshapalca. Ellos formaron parte de la Expedición Andina del Club Alpino de Amigos de la Universidad de Waseda en Tokio conformada por Hidehiko Ida (líder), Yoshihiro Kondo, Takeo Sato, Hiroshi Hayakawa, Akira Miyashita y el porteador peruano Victorino Angeles.

## Galería

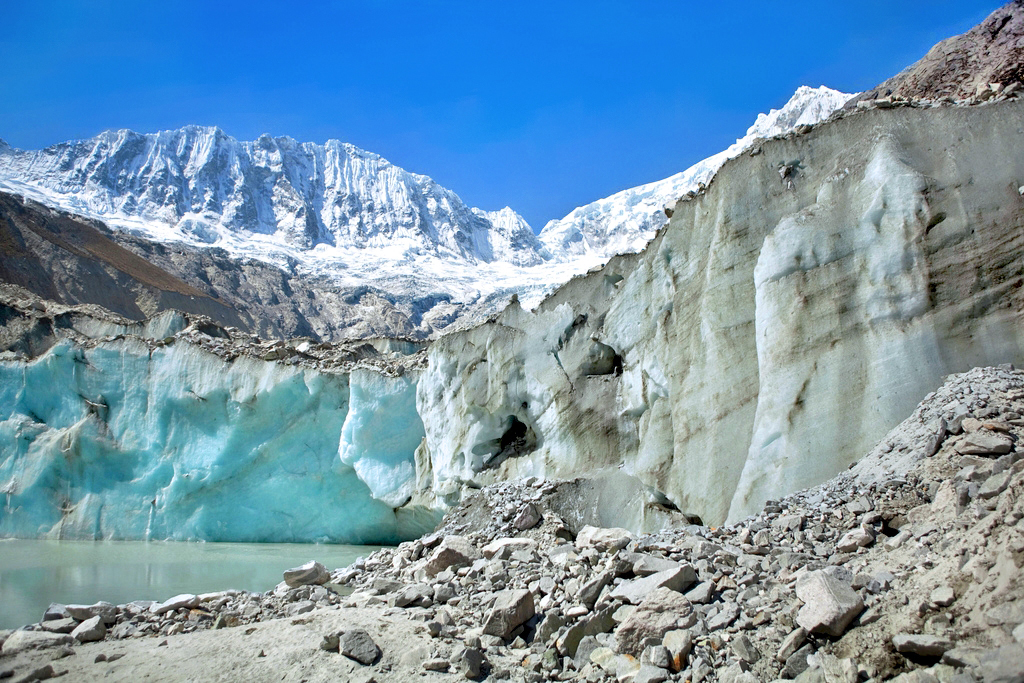
Ocshapalca (a la izquierda) y Ranrapalca (a la derecha), a sus pies el glaciar Llaca y la laguna Llaca
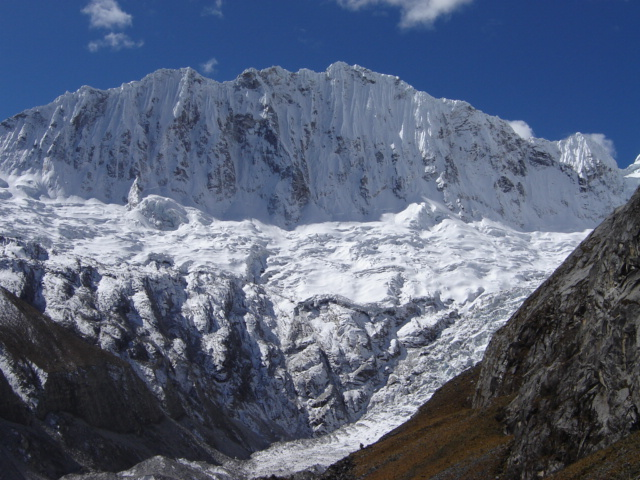
Nevado Ocshapalca desde la laguna de Llaca.